# HeinOnline
HeinOnline – amerykański serwis internetowy zawierający bazy danych z piśmiennictwem prawniczym.
Serwis został uruchomiony w 2000 roku przez firmę William S. Hein & Co. Dostęp do niego jest odpłatny. W przeciwieństwie do komercyjnych systemów informacji prawnej (takich jak LexisNexis czy Westlaw), które są skierowane do praktyków, HeinOnline jest serwisem przeznaczonym dla bibliotek prawniczych. Z tego powodu serwis nie zawiera informacji prasowych, lecz głównie archiwa czasopism prawniczych sięgające do XIX w. Materiały te nie są dostępne w postaci tekstowej, lecz jako pliki PDF (z funkcją przeszukiwania pełnotekstowego dzięki technice OCR).
Z polskich czasopism naukowych serwis HeinOnline zawiera archiwum czasopism Polish Yearbook of International Law i Polish Political Science Yearbook.